# Marija Magdalena (Pušća)
 Marija Magdalena  falu Horvátországban Zágráb megyében. Közigazgatásilag  Pušća községhez  tartozik.

## Fekvése
Zágrábtól 23 km-re északnyugatra, községközpontjától 2 km-re északnyugatra fekszik.

## Története
A település nevét az északi részén fekvő Szent Mária Magdolna tiszteletére szentelt kápolnájáról kapta. A kápolna körül temető terül el, mely ősiségét bizonyítja, a régi kápolna azonban 1872-ben teljesen leégett. A romok következő tizenöt évben elhanyagoltan álltak és benőtte őket a növényzet, mire sikerült adományt gyűjteni az újjáépítéshez. Josip Jelačićnak és Ernest Corberon grófnak voltak itt birtokai. 
A falunak 1857-ben 168, 1910-ben 192 lakosa volt. Trianon előtt Zágráb vármegye Zágrábi járásához tartozott. 2011-ben 256 lakosa volt. Lakói mezőgazdasággal, szőlőtermesztéssel, állattenyésztéssel foglalkoznak. A faluban önkéntes tűzoltóegylet működik.

## Lakosság
| Lakosság változása | Lakosság változása | Lakosság változása | Lakosság változása | Lakosság változása | Lakosság változása | Lakosság változása | Lakosság változása | Lakosság változása | Lakosság változása | Lakosság változása | Lakosság változása | Lakosság változása | Lakosság változása | Lakosság változása | Lakosság változása |
| ------------------ | ------------------ | ------------------ | ------------------ | ------------------ | ------------------ | ------------------ | ------------------ | ------------------ | ------------------ | ------------------ | ------------------ | ------------------ | ------------------ | ------------------ | ------------------ |
| 1857               | 1869               | 1880               | 1890               | 1900               | 1910               | 1921               | 1931               | 1948               | 1953               | 1961               | 1971               | 1981               | 1991               | 2001               | 2011               |
| 168                | 176                | 179                | 192                | 195                | 179                | 192                | 223                | 218                | 212                | 226                | 217                | 219                | 225                | 244                | 256                |

## Nevezetességei
Szent Mária Magdolna tiszteletére szentelt kápolnája 1887-ben épült egy régebbi kápolna helyén. A kápolna egy domb tetején található a falu északi részén. Körülötte temetőt alakítottak ki. A téglalap alaprajzú egyhajós épületet alacsonyabb és szűkebb szentély és sokszögű apszis zárja. A főhomlokzat középső tengelye fölé egy rézlemezekkel fedett sisakú torony emelkedik. Az oromzatos főhomlokzat egyetlen plasztikai eleme a portál félköríves íve a zárőkővel, amelyen domborműves férfifej látható. A kápolna belseje síkmennyezettel van fedve, a déli oldalon két ablakon keresztül van megvilágítva.

## Külső hivatkozások
- Pušća község hivatalos oldala